# La driade (poema sinfonico)
La driade (Dryaden), Op. 45 n. 1, è un poema sinfonico scritto nel 1910 dal compositore finlandese Jean Sibelius.

## Storia
Lo completò all'inizio del 1910 tra le gite in sci. Diresse la prima a Kristiania (ora Oslo), in Norvegia, l'8 ottobre 1910, insieme alla prima di In Memoriam. Lo arrangiò per pianoforte nel 1910 (Die Dryade).
Il pezzo fu considerato come una delle "opere orchestrali più brevi e originali", come una "miniatura impressionista", passando da frammenti a un "tema simile alla danza".

## Struttura
L'opera è orchestrata per ottavino, 2 flauti, 2 oboi, 2 clarinetti (in si bemolle), 2 clarinetti bassi (in si bemolle), 2 fagotti, 4 corni (in fa), 3 trombe (in si bemolle), 3 tromboni, tuba, tamburello, nacchere, rullante, grancassa e archi.